# チョロQ (PlayStation)
『チョロQ』（チョロキュー）は、タムソフトが開発し、1996年3月22日にタカラ（現：タカラトミー）から発売されたPlayStation用レースゲームである。

## 概要
タカラが販売するぜんまい式ミニカー「チョロQ」を題材にしたビデオゲームシリーズの第1作。
「グランプリをめざす」「とにかくあそぶ」「ふたりであそぶ」の3モードがある。「グランプリをめざす」ではレースで賞金を稼ぎ、ボディ（37種類）やパーツ（52種類）を購入しチョロQを強化、「ワールドグランプリ」で優勝することが最終目的となる、メインのモード。「とにかくあそぶ」は、予め用意されたチョロQでレースをするモードとなっている。「ふたりであそぶ」では画面を上下に分割して2P対戦ができるモード。互いのセーブデータを持ち寄ることで、愛車同士での対戦も可能となっている。

## メニュー
フリーラン
コースを自由に走り回るモード。3周（「アップダウン峠」のみ2周）で終了となる。
スプリントレース
9台のライバルとレースをするモード。
走行できるコースは「その時点で出現している全てのレース」で入賞（=3位以上）することで増加していく。入賞すると賞金を獲得できる。
ワールドグランプリ（春）
全7戦のレースを戦い、総獲得ポイントで競われるグランプリレース。ライバルはスプリントレースのメンバーから全員入れ替わっており、性能は総じて高くなっている。
獲得ポイントは1位=7P。そこから順位が1下がる毎に1Pづつ減少し、8位以下は0Pとなる。第7戦の終了時点で、最も獲得ポイント数の多いチョロQが優勝となる。
コースは従来のものに加え、グランプリ専用のコースも一部組み込まれている。
このゲームの最終目標であり、優勝するとエンディングが流れる。その後は冬のグランプリが開催され、春のグランプリには参加できなくなる。
全レースを1位でクリアすると、スプリントレースに隠しコース「スペシャルサーキット」が追加される。
ワールドグランプリ（冬）
春のグランプリを一度でも優勝すると出現。同時にメニュー画面の背景とBGMも変化する。基本システムは春のグランプリと同様。
春のグランプリで9位ポジションであった「マルヨン」が退場、代わりに新ライバル「ブラック・マリア」がポールポジションに登場してくる。性能が他ライバルとは比較にならないほど高く、どのコースでも常にビッグウィングを装着しているのが特徴。
開催ラウンドはおおむね変更ないが、オフロード路面であった「高原ロングコース」がスノー路面の「冬山ロングコース」に変化している。
パーツショップ
チョロQのパーツを買えるショップ。タイヤ・エンジン・シャーシ・ステアリング・ウィング・クラクション・メーターを販売している。
ボディショップ
チョロQのボディを買えるショップ。価格は500G均一。
ペイント
チョロQの色を塗り替えられるショップ。ペイントパターンは3種類から選べる。費用は1回50Gで、塗装時にボディ名を変更できる。
買取り
パーツ・ボディを売却できるショップ。買取価格は販売価格の半額。
???（なぞの店）
怪しげな雰囲気に包まれたショップ。極めて高い性能を誇るパーツ類や、特殊なボディを扱っているが、価格も高額である。
初期状態でもショップ自体はオープンしているが、商品は一切置かれていない。春のグランプリを終えると商品が並び始め、冬のグランプリ制覇でフルラインナップとなる。

## コース一覧
自車のスタート位置が9位以上の際、最下位スタートとなる「せいそうしゃ」がパワーアップするという仕様が存在する。
初級サーキット
- 路面：オンロード
- 全長：1,300 m

ほぼ正方形の単調なサーキット。コース脇のランオフエリアのみオフロード扱いとなっている。ピットレーンを通過することでショートカットが可能。
最も簡単なサーキットにもかかわらず、第1コーナーでライバルが曲がりきれず事故を起こしているパターンがしばしば見られる。
高原ショートコース
- 路面：オフロード
- 全長：1,940 m

春の高原が舞台のオフロードコース。道幅が狭い上に見通しも悪く、終盤にはヘアピンカーブもあり難易度は高い。
高原ロングコース
- 路面：オフロード
- 全長：2,606 m

「高原ショートコース」の序盤から分岐するコース。ワールドグランプリ（春）でのみ登場する。
分岐後すぐにヘアピンカーブが待ち受けており、ライバルが詰まっている様子がしばしば見られる。
トンネルショート
- 路面：オンロード
- 全長：2,356 m

長大トンネルを走るコース。ほぼ全線を通してトンネル内ということもあり見通しは非常に悪いが、中盤に海の見える区間がある。
隠しショートカットがあり、ここだけオフロード路面となっている。
トンネルロング
- 路面：オンロード
- 全長：2,459 m

「トンネルショート」の序盤で分岐し、海底トンネルに入るコース。ワールドグランプリでのみ登場する。
海底区間は道幅が非常に狭く見通しも悪いため、コースの難易度を大きく引き上げる要素となっている。
途中トンネルがガラス張りになる区間があり、海中がガラス越しに視認できる。
森と泉のコース
- 路面：オフロード
- 全長：1,900 m

森と川の中を駆け巡るオフロードコース。スタート直後から川に入り、滝からジャンプし森の中を進む。
序盤の滝壺、やや右側にショートカットが存在する。滝壺を抜けた隠し通路の先には岩に突き刺さっている謎の剣が確認できるが、ゲーム中で詳細が明かされることはない。
上級サーキット
- 路面：オンロード
- 全長：2,470 m

本格的なサーキットコース。小コーナーが多く存在し、中でも中盤のヘアピンカーブは難所。
ワールドグランプリ（冬）優勝時のエンディングでは、このコースを走行するグランプリメンバーの映像が流れる。
ビッグドーム
- 路面：オフロード
- 全長：1,100 m

スタジアム内に作られた、ダート路面の特設コース。障害物が多く路面の凹凸も激しいため、コースの難易度は非常に高い。
このコースのみ処理落ちが激しく、「ふたりであそぶ」モードではドーム屋根が開放されている。
ワールドグランプリ（春）優勝時のエンディングでは、このコースの映像が流れる。
アップダウン峠
- 路面：オンロード
- 全長：2,946 m

高低差の激しい峠道を走るコース。このコースのみ2周の走行となる。
中盤に2箇所あるヘアピンカーブは断崖絶壁となっており、転落するとタイムロスとなる。
一方で速度と進入時の角度によっては崖を駆け上がることが可能で、成功すると確実なショートカットとなる。
冬山ショートコース
- 路面：スノー
- 全長：1,940 m

「高原ショートコース」の雪道バージョン。ワールドグランプリ（春）で優勝すると出現する。路面が雪に覆われており非常に滑りやすい。
冬山ロングコース
- 路面：スノー
- 全長：2,606 m

「高原ロングコース」の雪道バージョン。ワールドグランプリ（冬）でのみ登場する。
スペシャルサーキット
- 路面：オンロード
- 全長：2,045 m

茨城県に実在する筑波サーキット（TC2000）をほぼそのまま再現したコース。ワールドグランプリ全7戦を1位で通過すると出現する。
このコースのみ「せいそうしゃ」が退場し、代わりに「ブラック・マリア」がポールポジションに登場する。
自車が走らずに停車していると、ライバルが異常な走行パターンを引き起こすバグが存在する。このバグはこのコースのみに限らない。
ゼロヨンストリート
- 路面：オンロード
- 全長：400 m

ゼロヨンの名の通り、街中に特設された直線を400 mだけ走るコース。ワールドグランプリが開催されると出現する。
オープニングでは「ブラック・マリア」がこのコースを走行しているが、本来入ることのできないプロムナード先のロータリーにも進入している。

### ワールドグランプリ（春）
- 第1戦：初級サーキット
- 第2戦：森と泉のコース
- 第3戦：トンネルロング
- 第4戦：高原ロングコース
- 第5戦：アップダウン峠
- 第6戦：ビッグドーム
- 第7戦：上級サーキット

### ワールドグランプリ（冬）
- 第1戦：初級サーキット
- 第2戦：森と泉のコース
- 第3戦：トンネルロング
- 第4戦：冬山ロングコース
- 第5戦：アップダウン峠
- 第6戦：ビッグドーム
- 第7戦：上級サーキット

## ライバルカー
スプリントレースのライバルの名称は不明のため、「せいそうしゃ」以外はここでは扱わない。
せいそうしゃ
ごみ収集車のボディを持つチョロQ。本シリーズにおけるマスコット的な存在であり、シリーズを通して最も遅いライバルとして登場している。
グランプリ未出場のため厳密には名称不明だが、ボディの名称である「せいそうしゃ」がそのまま通称として使われている。
プレイヤーのスタートポジションが10位以外の際、性能が強化される要素が存在する。

### ワールドグランプリ（春）
グランプリライバルのスタートグリッド順。装備内容はエンジン+2とかるいシャーシ。オンロードはレーシングタイヤ　オフロードはオフロード+2 　ステアリングはクイックステア　ミッションはロードバスターから順に最高速の高いものを装備している。
ロードバスター
春のグランプリではポールポジションだがミスが多くよく壁にぶつかり、しばしば他の上位陣（主にブルーアロー）に抜かされている。
一方で終盤戦には強い。春のグランプリで第5戦以降は上位をキープし、最終戦の上級サーキットでは堅実な走りをし独走している。
ブルーアロー
序盤戦に強く、ポールポジションのロードバスターよりも上位を走行している姿がみられる。
一方で終盤戦ではミスが目立ち、最終戦では1周目からミス、第6戦では障害物に引っ掛かり身動きが取れなくなることもある。
ホワイトカーニバル
第1戦でミスをする1台。それ以外のコースではまずまずのポジション。
とにかく遊ぶのホワイトイーグルと同型同色だが関連性はないと思われる。
トップドッグ
ミスの少ないライバル。優勝争いに加わってくることもあり、手強い存在。
第4戦のみ例外的に、序盤からミスが目立つ。
グランドマスター
第1戦でミスをする1台。森と泉のコースが得意なのか時々良い順位を取っている。
第5戦では唯一リアウィングを装備しておらず、それが原因で最下位に転落してしまうことも。しかし冬ではちゃんと装備し改善されている。
ライトマンタ
ミスの少ないライバルで、ミスで減速しているライバルを確実に追い抜いて行く。
しかし冬のグランプリでは他がミスらなくなったのかその姿がほぼ見れなくなっている。
ビックドームがやや苦手なようで、時々最下位に転落することもある。
タウンヒーロー
第1戦でミスをする1台。第4戦が得意で、入賞圏内に食い込むなど強さが目立つ。
第5戦と第6戦でも上位陣と健闘することがあるが、それ以外では遅い。
メタルビート
ミスの少ないライバルだが、最高速度が低いため下位に沈みやすい。ただし順位が変動しやすいコースではまずまずの順位になる事もある。
マルヨン
第1戦でミスをする1台。得意なコースもなく、全体を通して遅い。
ただし、順位が変動しやすいコースでは最下位から脱する事もある。

### ワールドグランプリ（冬）
ブラックマリア
冬のグランプリから参戦してくる新ライバル。スタートグリッドはポールポジションで、他のライバルはグリッドが1位ずつ後退する。
さいこうシリーズのパーツを装備し、他とは比較にならない程速くトップを独走している。しかしながら例外的に目立つミスをしたり、道幅が狭い区間で減速する欠点もあり至って速くないコースもある。そのため第3戦〜5戦まではプレイヤーがブラックマリアより少し性能の低い装備でも、腕があれば勝てる可能性もある。またスプリントレースでスペシャルサーキットにも登場し、こちらは冬のグランプリと比べ遅くなっている。ちなみにブラックマリアに勝ち冬のグランプリを制覇すると謎の店に悪魔シリーズのパーツが追加される。
オープニングムービーや、「スペシャルサーキット」でのスプリントレースにも登場する。（オープニングを除き）常にビッグウィングを装着した状態で出走するのが特徴。
他にも冬のグランプリは下記の通り春のグランプリと同じライバルとグリッドだが、タイヤとシャーシがさいこうになり、それ以外は春と同じである。　
- ロードバスター
- ブルーアロー
- ホワイトカーニバル
- トップドック
- グランドマスター
- ライトマンタ
- タウンヒーロー
- メタルビート

マルヨンはブラック・マリアの参戦のため、冬のグランプリには出場しない。

## 備考
- 最初に選ぶチョロQ6台には名前は付けられておらず、「ボディショップ」や「謎の店」にも並ばないので一度売ってしまうと2度と手に入らないので注意。
- ワールドグランプリ冬のエンディングで、ウイングをつけない、スモールウイングをつける、ビッグウイングをつけるの3つの違いによりエンディングのレースの映像が変わる。
- ワールドグランプリ冬まで制するとフリーランとスプリントレースでスペシャルサーキットを選べるようになるが、これは筑波サーキットを模したものである。
- チョロQシリーズのゲームでは珍しく、装備しているエンジンでエンジン音が変わる。ノーマル・エンジン、エンジン+1、エンジン+2、エンジン+3以上の4種類のエンジン音がある。
- 本作ではテールランプが点灯せず、また、Q2で「チョロQ26ごう」「Q27ごう」、Q3で「3ごう」「4ごう」にあたるボディは、テールランプのデザインが前述した2作とでは若干異なっている。
- 「グランプリをめざす」モードの「スプリントレース」において、「ビッグドーム」以降で出現するコースでは、ライバルカーは全員ビッグウイングを装備して参戦する。
- 取扱説明書の、7ページ目に掲載された写真のステータス画面が、無印版とVer.1.02では異なっている。違いとしては、前者には本編では採用されなかった「おもさ」のステータスがあり、また、トランスミッションが「〜ATノーマル」「〜MTスピード」等ではなく、「〜ATクロスタイプ」といった表記の物になっている、など。